# Blindia tortelloides
Blindia tortelloides är en bladmossart som beskrevs av C. Müller 1883. Blindia tortelloides ingår i släktet blindior, och familjen Seligeriaceae. Inga underarter finns listade i Catalogue of Life.